# Allentiac
L'allentiac és una llengua extinta de la família huarpe que es parlava en el sud-oest de l'actual Argentina, en el que es coneix com a Regió del Nuevo Cuyo (actuals províncies de Mendoza, San Juan, gran part del nord de San Luis i nord de Neuquén). Era parlada per part dels huarpes i va ser documentada per Luis de Valdivia durant el segle XVII.

## Història

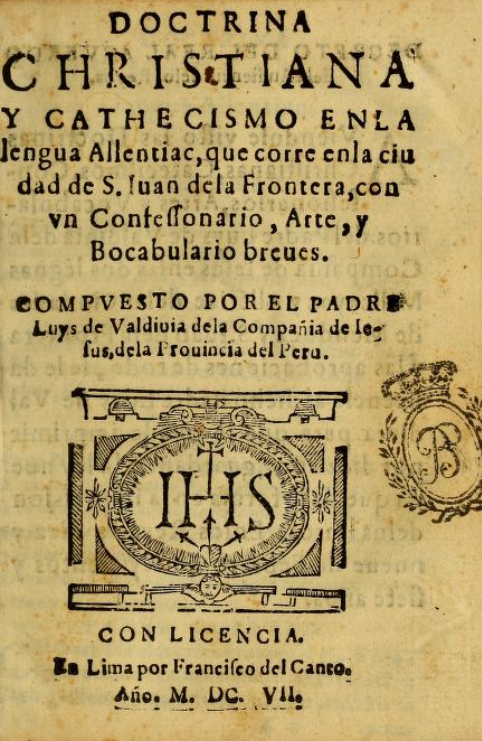
Doctrina christiana y cathecismo en la lengua allentiac, que corre en la cuidad de S. Iuan de la Frontera, con vn Confessonario, Arte, y Bocabulario breues. Compuesto por el padre Luys de Valdivia de la Compañia de Iesus, de la prouincia del Peru (1607) de Luis de Valdivia (1561-1642)

Es coneix poc sobre la història de la llengua huarpe abans de l'arribada dels europees a la regió de Que el seu en el segle xvii. Sota el govern colonial els huarpes van ser deportats com a mà d'obra forçada a Santiago de Xile on van arribar a formar una fracció important de la població d'aquesta ciutat. El fet que en aquesta ciutat l'espanyol fos la llengua vehicular va fer que la població deportada abandonés l'ús de la llengua. A la seva regió d'origen, el despoblament de la regió juntament amb el fet que part de la població va fugir a zones més inaccessibles van fragmentar la llengua i van delmar als seus parlants, per la qual cosa els seus últims parlants van ser víctimes de l'assimilació lingüística completa en la qual a més de, òbviament, espanyolismes, es van afegir (per ser durant la conquesta espanyola llengües vehiculars el quítxua i el mapudungun, quitxuïsmes i maputxismes).

## Descripció lingüística

### Fonologia
L'allentiac sembla haver tingut un sistema d'almenys cinc vocals denotades per Valdivia com <a, i, i, o, ù>. El grafema <ù> o <ú> probablement correspon a la vocal central tancada /ɨ/.

### Morfosintaxis
Les dades de Valdivia suggereixen que l'allentiac era una llengua aglutinant, amb sufixació dominant. Les principals diferències amb llengües parlades a la regió com el mapudungun és que el allentiac té un sistema ampli de casos i postposicions (-ta locatiu, -tati causatiu, -tayag beneficiari, -ye datiu, -ien instrumental i -ymen comitatiu).
Estava relacionada estretament amb el millcayac de l'actual província de Mendoza i a vegades ambdues són considerades els dos dialectes de l'idioma huarpe.

### Numerals
Els numerals de l'1 al 10 són:
| GLOSA | Valdivia       | Fonologia             |
| ----- | -------------- | --------------------- |
| '1'   | lcaa           | /*lkaʔa/              |
| '2'   | Yemen          | /*jemen/              |
| '3'   | ltun           | /*ltun/               |
| '4'   | tut            | /*tut/                |
| '5'   | horoc-         | /*horok-/             |
| '6'   | zhillca-       | /*žiʎka-/             |
| '7'   | zac- yemenqleu | /*zak-/ /*yemen-qlew/ |
| '8'   | ltunqleu       | /*ltun-qlew/          |
| '9'   | tutqleu        | /*tut-qlew/           |
| '10'  | tucum          | /*tukum/              |